# Topoisomérase de type I
Les topoisomérases de type I sont en biologie moléculaire des enzymes qui coupent l'un des deux brins d'ADN double brin, le libère, puis le réhybrident. Elles sont ensuite subdivisées en trois topoisomérases structurellement et mécaniquement distinctes : les topoisomérases de type IA, type IB, et type IC. 
- Les topoisomérases de type IA modifient l'enlacement d'un brin d'ADN circulaire par unités strictement égales à 1.
- Les topoisomérases de type IB modifient l'enlacement par multiples de 1 (n).
- La topoisomérase de type IC (un seul sous-type découvert) modifient l'enlacement par un mécanisme de rotation/pivotement contrôlé

Historiquement, les topoisomérases de type IA étaient appelées topoisomérases procaryotes, tandis que celles de type IB étaient appelées topoisomérases eucaryotes. Cette distinction n'est cependant plus valable, puisque les topoisomérases de type IA et de type IB sont présentes dans tous les domaines du vivant. Un troisième type de topoisomérase I, récemment identifié et son unique représentant jusqu'à présent : la topoisomérase IC, a été découvert chez l'archée Methanopyrus kandleri, bien que certains auteurs suggèrent qu'elle pourrait avoir des origines virales. La topoisomérase de type IC fonctionne grâce à un mécanisme rotatif contrôlé, très similaire aux topoisomérases de type IB, mais dont le repliement est unique,,.

## Fonction
Ces enzymes ont plusieurs fonctions : défaire les surenroulements de l'ADN durant la transcription et la réplication de l'ADN ; assurer la rupture des brins pour la recombinaison génétique ; permettre la condensation des chromosomes ; et démêler l'ADN entrelacé pendant la mitose. Les sous-classes remplissent des fonctions très spécialisées : la topoisomérase IA ne peut relâcher que l'ADN superenroulé négativement, tandis que la topoisomérase IB peut introduire des superenroulés positifs, séparant l'ADN des chromosomes filles après réplication, et le relâcher,.

## Mécanisme
Ces enzymes sont indépendantes de l'ATP (à l'exception de la gyrase inverse) et régulent le nombre de liaisons topologiques entre deux brins d'ADN (c'est-à-dire modifient le nombre de tours superhélicoïdaux) en catalysant des cassures transitoires simple ou double brin, en croisant les brins les uns dans les autres, puis en les refermant.

## Intermédiaires
Toutes les topoisomérases forment un intermédiaire phosphotyrosine entre la tyrosine catalytique de l'enzyme et le phosphoryle scissile du squelette de l'ADN. 
- Les topoisomérases de type IA forment une liaison covalente entre la tyrosine catalytique et le phosphoryle 5'.
- Les topoisomérases de type IB forment un intermédiaire covalent 3'-phosphotyrosine.
- La topoisomérase de type IC forme un intermédiaire covalent 3'-phosphotyrosine.

Cet intermédiaire est isoénergétique, ce qui signifie que les réaction de clivage direct et de religation inverse sont énergétiquement égales, aucune source d'énergie extérieure n'est donc nécessaire pour conduire cette réaction.

## Inhibition
Comme les topoisomérases provoquent des cassures dans l'ADN, elles constitue une cible pharmaceutique intéressante. La topoisomérase de type 1 est notamment inhibée par l'irinotécan, le topotécan, le 4-Hexylrésorcinol et la camptothécine.

## Létalité synthétique
La létalité synthétique survient lorsqu'une combinaison de déficiences dans l'expression de deux gènes ou plus conduit à la mort cellulaire, alors qu'une déficience dans un seul de ces gènes ne le fait pas. Les déficiences peuvent survenir par mutation, altération épigénétique ou inhibition de l'expression d'un gène. L'inhibition de la topoisomérase 1 est létale synthétiquement en cas de déficience de l'expression de certains gènes de réparation de l'ADN.

## Autoanticorps
Les autoanticorps ciblant la topoisomérase de type I sont appelés anticorps anti-Scl-70, nommés ainsi en raison de leur association avec la sclérodermie et du fragment immunoréactif extractible de 70 kD, obtenu à partir de l'antigène topoisomérase cible (100-105 kD) appelé antigène SCL-70.